# Heteracris brevipennis
Heteracris brevipennis är en insektsart som först beskrevs av Bolívar, I. 1914.  Heteracris brevipennis ingår i släktet Heteracris och familjen gräshoppor.

## Underarter
Arten delas in i följande underarter:
- H. b. brevipennis
- H. b. laticercus
- H. b. nyambeniensis